# Peter Viklund
Carl Peter Viklund, född den 22 mars 1966, var en svensk moderat politiker, ordförande i samhällsbyggnadsnämnden mellan 2019 och 2020, före det var han vice ordförande i samhällsbyggnadsnämnden mellan 2015 och 2018.
Viklund var kommunalråd i Karlskoga kommun mellan 2013 och 2014, han efterträdde Ulla Averås och efterträddes av Tony Ring.
Viklund var mellan 1 januari 2019 och september 2020 ordförande i samhällsbyggnadsnämnden, han efterträddes av Ronnie Erhard.